# Marianne Winkelstern
Marianne Winkelstern (* 24. März 1910 (Anm.1) in Berlin; † 19. Oktober 1966 (Anm.2) in London; gebürtig Maria Anna Martha Winkelstern) war eine deutsche Schauspielerin.

## Kurzbiografie
Die Tochter des aus Ziegenhain in Nordhessen stammenden Berliner Kaufmanns Adolf Winkelstern wurde von ihren Eltern ab dem fünften Lebensjahr zu den Tanzstunden der Solotänzerin Evi Peters geschickt. Bereits im Alter von neun Jahren gab sie selbst Tanzabende, die ihr Vater unter Übernahme der Kosten organisierte.
1926 wurde sie von Erik Charell im Dayelma-Ballett am Berliner Wintergarten entdeckt. Er engagierte sie für sein Großes Schauspielhaus, wo sie erstmals in der Saison 1926/27 in der Operette Madame Pompadour auftrat. Auch in den folgenden Jahren gehörte sie dem Schauspielhaus an.
Ab 1928 kam sie in Filmen zum Einsatz, in denen sie ihre tänzerischen Fertigkeiten zeigte. Mehrmals agierte sie als Hauptdarstellerin, zu ihren Partnern gehörten Harry Liedtke in Die Zirkusprinzessin und Der Faschingsprinz (beide 1928) Richard Tauber in Die große Attraktion (1931) und Harald Paulsen in Kannst Du pfeifen, Johanna? (1934).
Bei einem Auftritt im London Coliseum als Ballerina in Charells Musikrevue Casanova sah sie ihr vermögender späterer britischer Ehemann, den sie 1934 oder 1935 heiratete. Zu diesem Zeitpunkt gab sie ihren Beruf auf. Ihn wollte sie später in der Londoner Gesellschaft nicht mehr erwähnt wissen. Ende der 1930er zogen beide auf ein ausgedehntes Anwesen in Sussex, wo sie den Krieg trotz einem vor ihr niedergegangenen V-1-Marschflugkörper unversehrt überstand. Danach verbrachten beide die Winter auf Ländereien im heutigen Simbabwe und die Sommer in Norwegen, Frühjahr und Herbst in Sussex. Für ihre durch den Kriegsausgang verarmte deutsche Verwandtschaft setzte sie sich selbstlos ein. Trotz ihrer robusten Gesundheit erkrankte sie in den 1960ern infolge des jahrzehntelangen Rauchens an Lungenkrebs. Ihr elf Jahre älterer Ehemann überlebte sie um sieben Jahre. Da sie kinderlos waren, ging ein beachtliches Vermögen sowie der große Besitz in Sussex an entfernte britische Verwandte und hinzugekommene Bekannte.

## Filmografie
- 1928: Der Faschingsprinz
- 1929: Die Zirkusprinzessin
- 1930: Der weiße Teufel
- 1930: Liebeswalzer
- 1930: Nur Du
- 1931: Die große Attraktion
- 1931: Mein Herz sehnt sich nach Liebe / Der Hellseher
- 1933: Ein Kuß in der Sommernacht
- 1934: Kannst Du pfeifen, Johanna?